# Glycyphana torquata
Glycyphana torquata es una especie de escarabajo del género Glycyphana, familia Scarabaeidae. Fue descrita científicamente por Fabricius en 1801.
Se distribuye por Indonesia y parte de la India. Habita en la isla de Java y Sumatra, también se ha registrado en la península de Malaca, en la isla Penang y de Borneo.